# 로열 더치 쉘

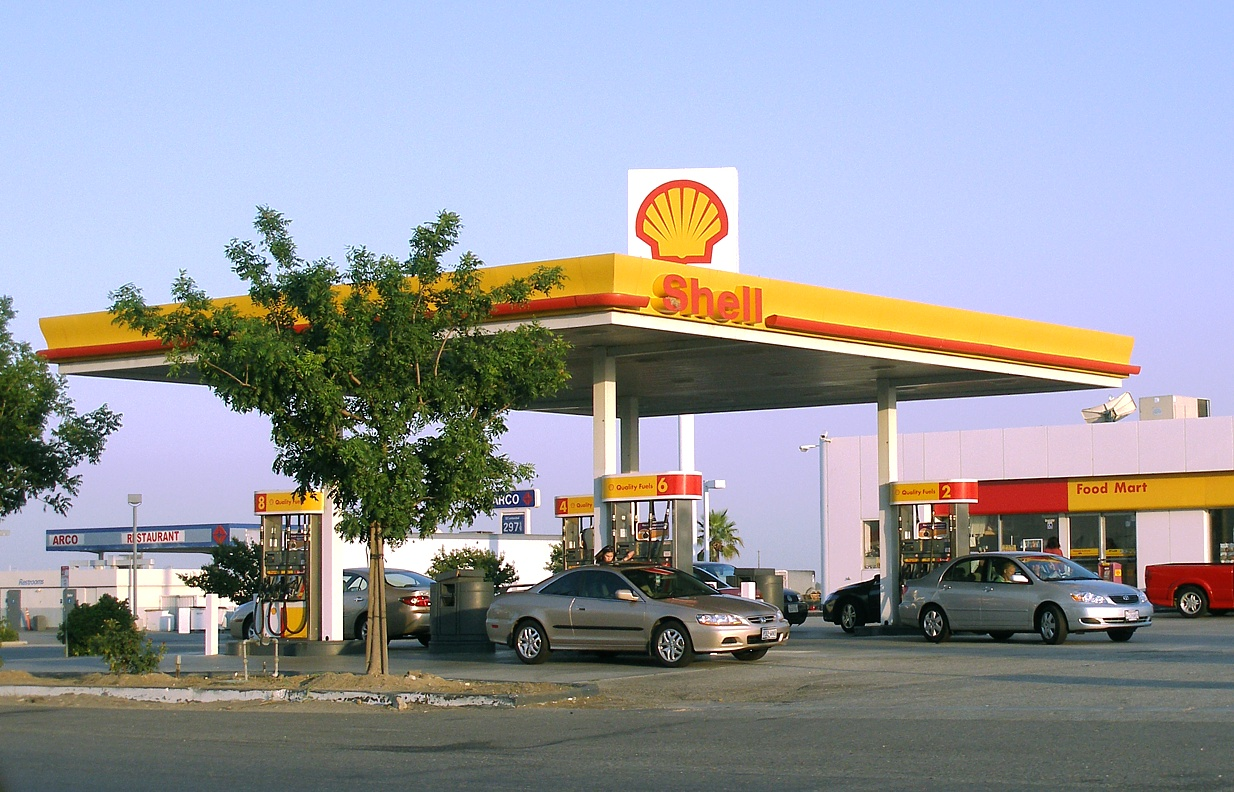
미국에 있는 로열 더치 쉘 주유소

로열 더치 쉘(Royal Dutch Shell)은 쉘 등으로 불리며 1907년에 네덜란드와 영국에서 시작된 다국적기업이다. 로열 더치 쉘은 세계에서 두 번째로 큰 석유회사이며 여섯 개의 슈퍼메이저 중 하나이다. 영국 런던에 본사가 있다.

## 역사
- 1907년 - 네덜란드의 로열더치와 영국의 운송무역회사인 셸이 합병하여 설립,
- 1919년 - 멕시코이글정유회사를 인수한후, 셸과 이글이라는 브랜드로 석유 판매개시,
- 1922년 - 일본 셸 그룹의 전신인 라이징선이라는 이름으로 한국에 진출, 사업개시,
- 2000년 - 태양에너지, 풍력, 수소발전, 삼림 분야의 ‘재활용’ 사업을 진출
- 2015년 - 영국 BG그룹 인수.
- 2022년 - 쉘로 사명변경.

## 같이 보기
- 차코 전쟁